# Maurogemmiïta
La maurogemmiïta és un mineral de la classe dels òxids.

## Característiques
La maurogemmiïta és un òxid de fórmula química Ti₁₀Fe₃O₃. Va ser aprovada com a espècie vàlida per l'Associació Mineralògica Internacional en el mes d'abril de 2023, i encara resta pendent de publicació. Cristal·litza en el sistema hexagonal.
L'exemplar que va servir per a determinar l'espècie, el que es coneix com a material tipus, es troba conservat a la col·lecció mineralògica del Museu Geològic de la Xina, a Beijing (República Popular de la Xina), amb el número de catàleg: m11843.

## Formació i jaciments
Va ser descoberta a la mina Luobusha, situada al comtat de Qusum, dins la prefectura de Shannan (Tibet, República Popular de la Xina), on va ser trobada amb la químicament similar paulrobinsonita. Aquest indret és l'únic a tot el planeta on ha estat descrita aquesta espècie mineral.